# 出上岩屋古墳
出上岩屋古墳（いでかみいわやこふん/でがみいわやこふん、出上2号墳）は、鳥取県東伯郡琴浦町出上にある古墳。鳥取県指定史跡に指定されている。

## 概要
鳥取県西部、勝田川下流の出上平野に築造された古墳である。現在までに一帯は宅地化し、墳丘は失われて石室が露出している。
元々の墳形・規模は不明。埋葬施設は石棺式石室系の複室構造の横穴式石室で、南西方向に開口する。安山岩の切石を用いた石室であり、奥壁は一枚石、玄門は一枚石を刳り抜いた刳り抜き玄門である。出土品としては耳環1がある。築造時期は古墳時代後期-終末期の6世紀末-7世紀初頭頃と推定される。
古墳域は1991年（平成3年）に鳥取県指定史跡に指定されている。

## 埋葬施設

石室俯瞰図

石室展開図

埋葬施設としては石棺式石室系の複室構造の横穴式石室が構築されており、南西方向に開口する。石室の規模は次の通り。
- 玄室：長さ3.6メートル、幅2メートル、高さ2.4メートル
- 前室：長さ1.6メートル、幅2メートル

石室の石材は安山岩の切石。玄室の奥壁は1枚石で、側壁は切石4枚で構築され、側壁の表面には鑿の加工痕が明瞭に遺存する。また奥壁付近の床面には、石障または石棺残欠の石材が残る。天井石は2枚。玄門は厚さ0.8メートルの石材の中央部を長方形に刳り抜いた、刳り抜き玄門である。前室では下段に切石、上段に自然石を積む。
出雲地方の石棺式石室と西伯耆地方の切石積石室の特徴を合わせ持つ点で、特徴的な石室になる。

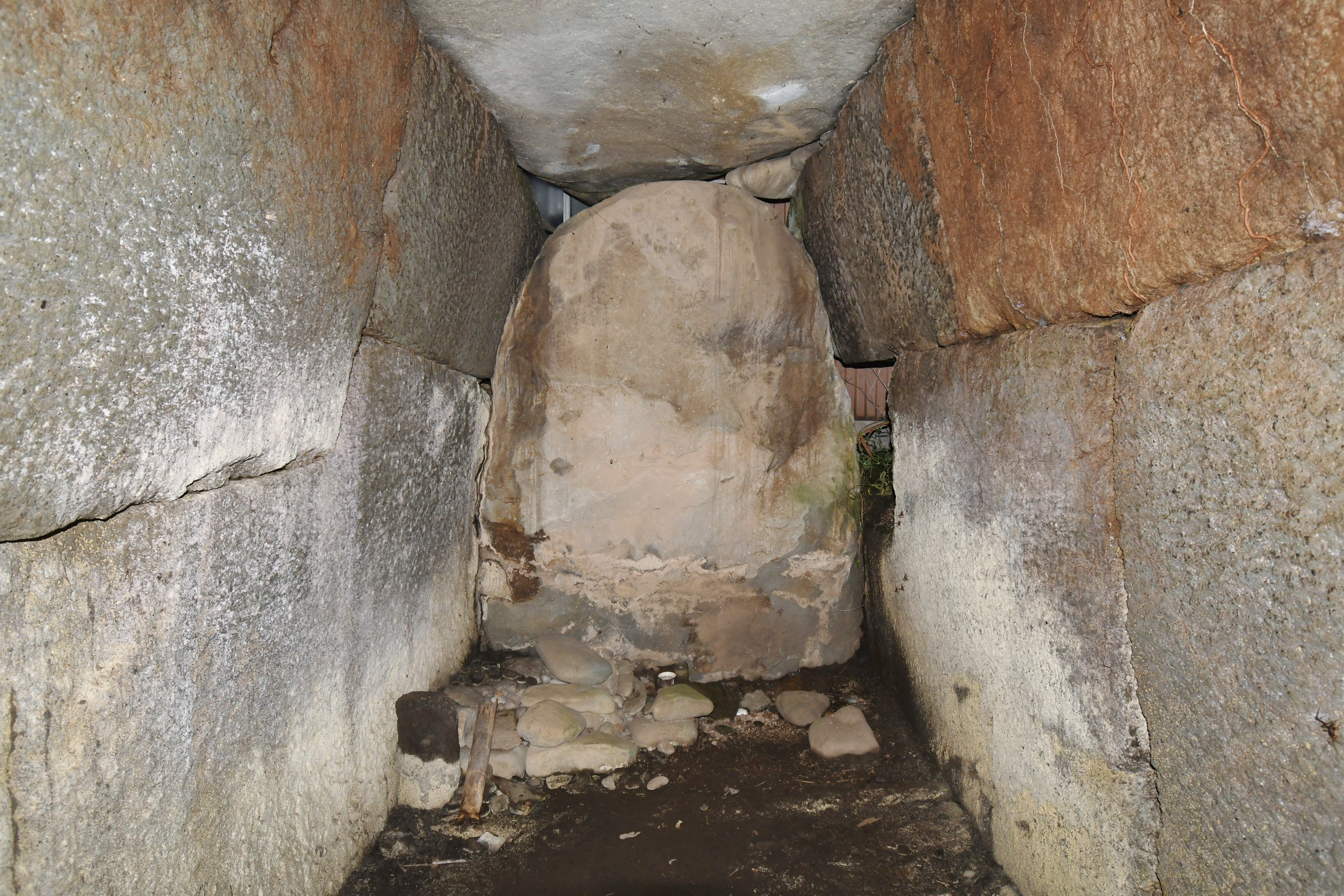
玄室（奥壁方向）
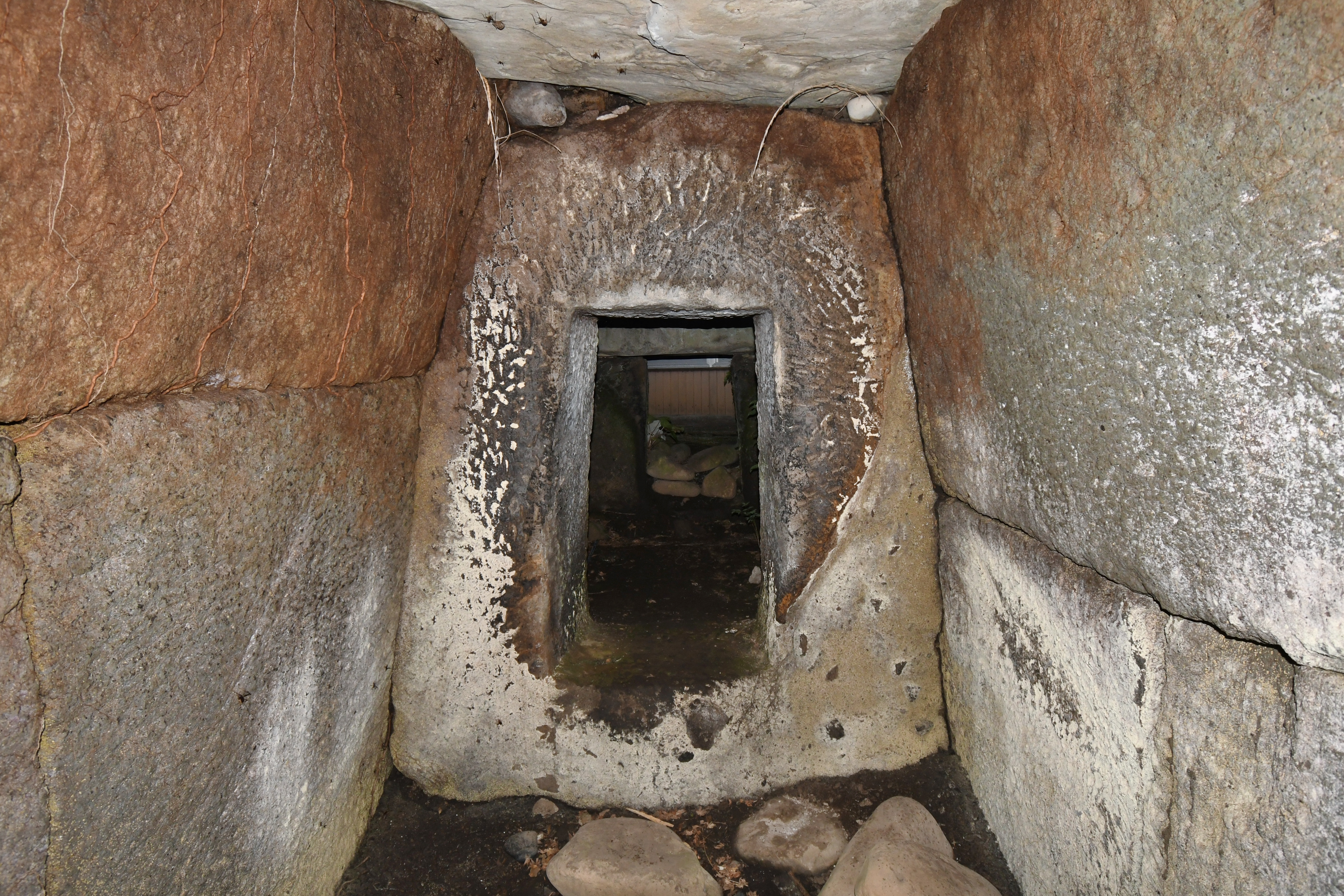
玄室（開口部方向）
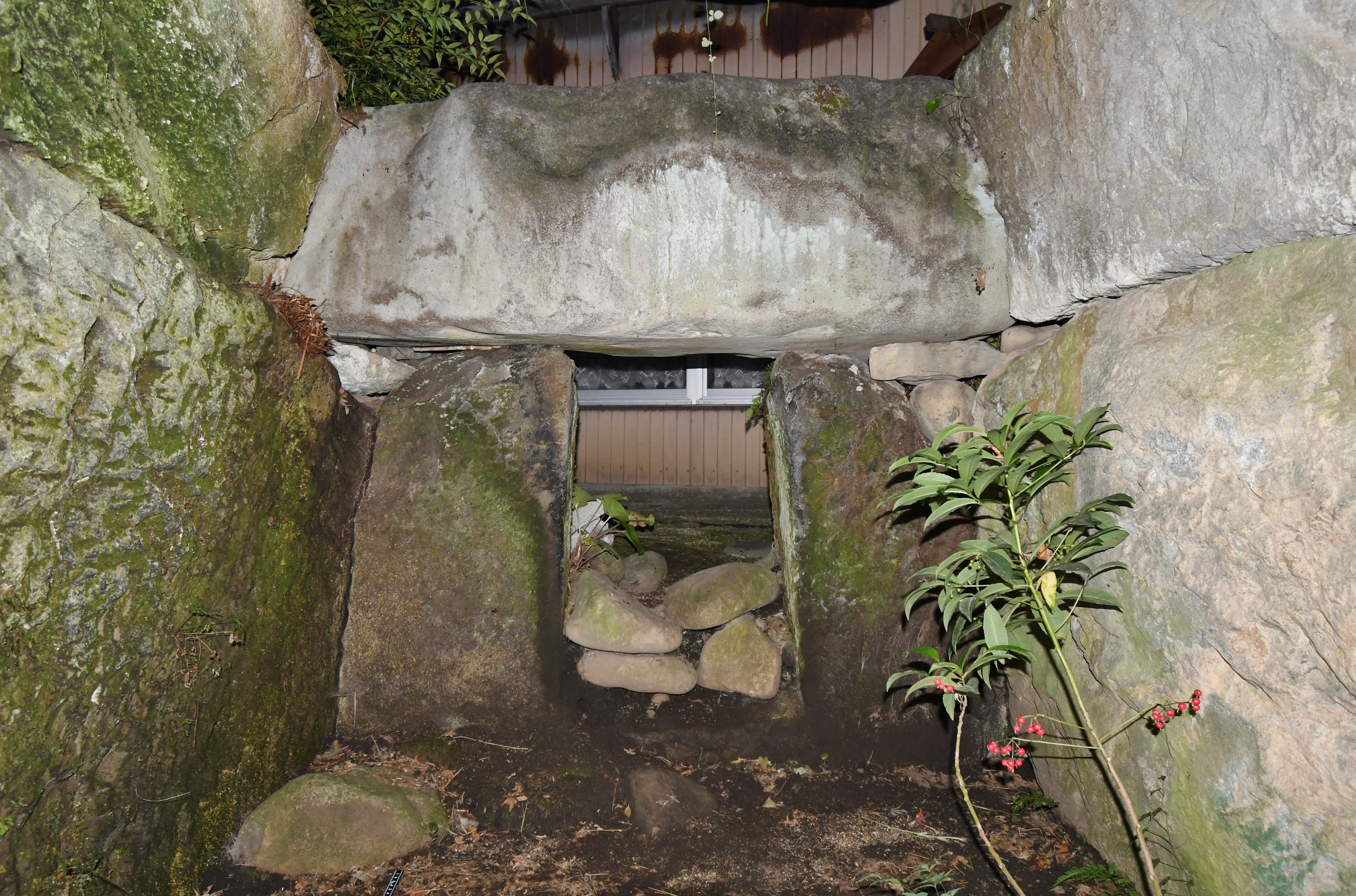
前室（開口部方向）
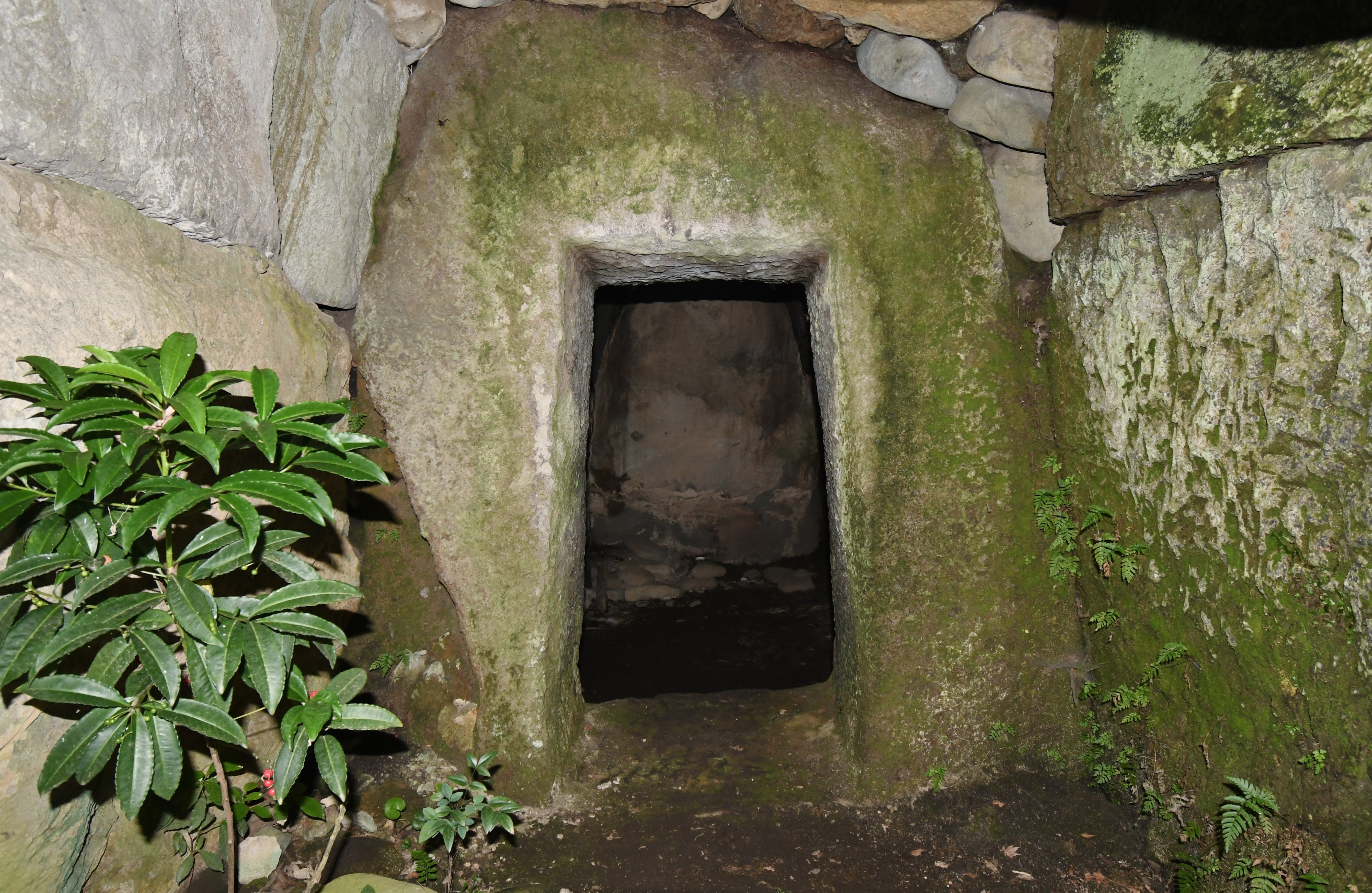
前室（玄室方向）
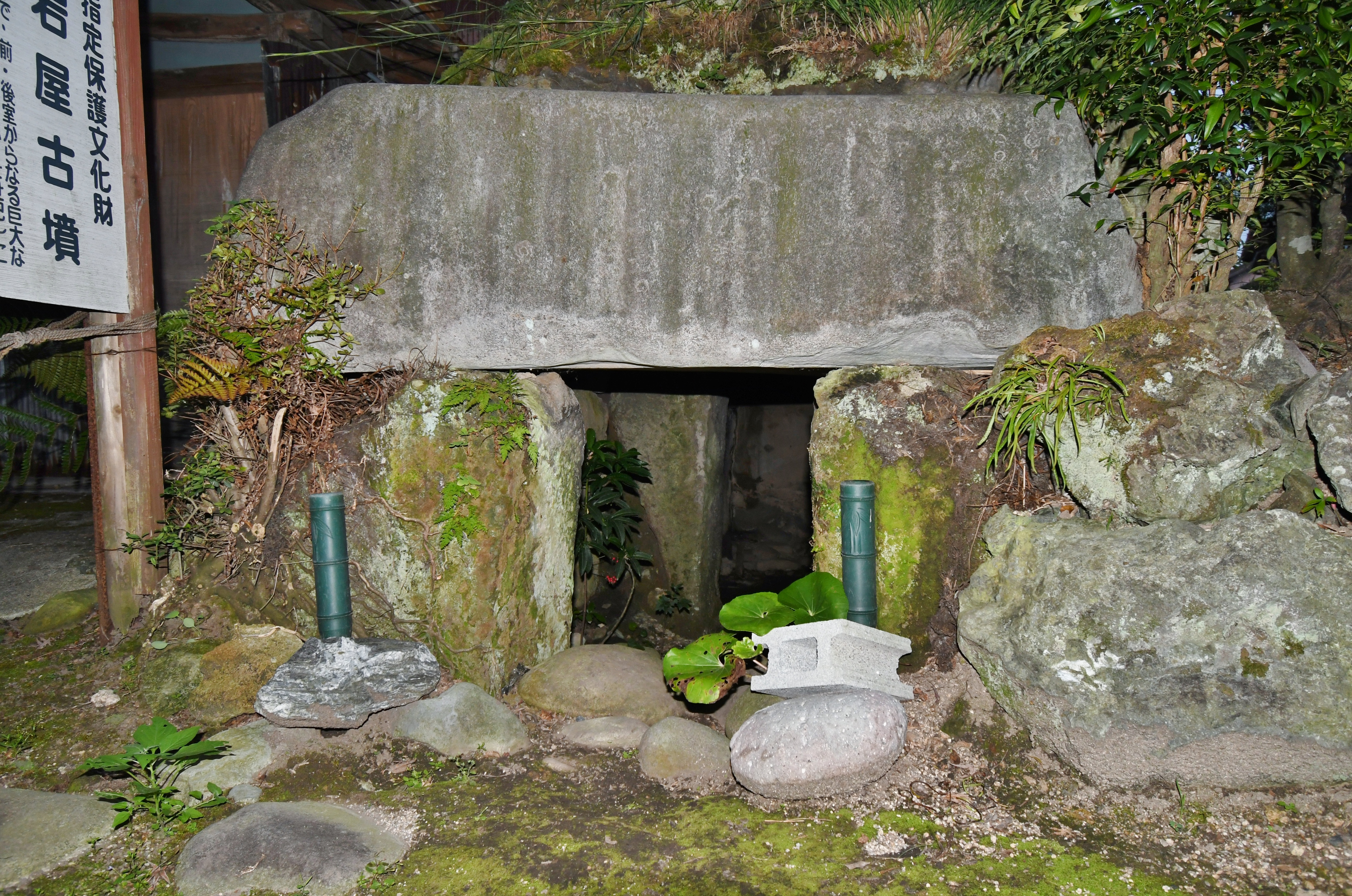
開口部

## 文化財

### 鳥取県指定文化財
- 史跡
  - 出上岩屋古墳 - 1991年（平成3年）3月26日指定[2]。